# ANGERME
Angerme (voorheen S/mileage (スマイレージ, Sumairēji)) is een populaire Japanse meidengroep geproduceerd door de songwriter en muziekproducer Tsunku. De groep maakt deel uit van Hello ! Project. De groep werd opgericht onder de naam S/mileage in 2009, en bestaat uit een wisselend aantal tienermeisjes. De singles van de groep belandden veelvuldig in de top 10 van de wekelijkse Oricon hitlijst.

## Geschiedenis
S/mileage werd in 2009 gevormd uit de vier meisjes van Hello Pro! Eggs, de trainee-groep van Hello! Project.
In 2010 verscheen hun officiële debuut-single "Yume Miru 15" op het label Hachama. Datzelfde jaar nog sleepte S/mileage de Japan Record Award in de wacht voor Beste Nieuwkomer van het Jaar, een van de prijzen die werden uitgereikt tijdens de Japan Record Awards-ceremonie op 30 december.
In 2014 wijzigde de naam van de band in ANGERME.

## Leden

### Huidige leden
| Naam                      | Geboortedatum    | Prefectuur van herkomst | Generatie | Kleur**     | Opmerkingen |
| ------------------------- | ---------------- | ----------------------- | --------- | ----------- | ----------- |
| Ayaka Wada (和田彩花)     | 1 augustus 1994  | Gunma                   | 1         | Blauw       | Leider      |
| Kanon Fukuda (福田花音)   | 12 maart 1995    | Saitama                 | 1         | Purper      |             |
| Kana Nakanishi (中西香菜) | 4 juni 1997      | Osaka                   | 2         | Hemelsblauw |             |
| Akari Takeuchi (竹内朱莉) | 23 november 1997 | Saitama                 | 2         | Rood        |             |
| Rina Katsuta (勝田里奈)   | 6 april 1998     | Tokio                   | 2         | Geel        |             |
| Meimi Tamura (田村芽実)   | 30 oktober 1998  | Gunma                   | 2         | Groen       |             |

* De bloedgroep wordt bij Japanse idolen vermeld wegens de in Japan wijdverbreide theorie dat die een invloed op de persoonlijkheid heeft.
** Traditioneel krijgen leden van idolengroepen elk een eigen kleur, die vaak in kledij en marketing gebruikt wordt

### Oud-leden
Idolengroepen hebben vaak een wisselende bezetting. Men spreekt van "afstuderen" als een groepslid ermee ophoudt, bijvoorbeeld omdat het te oud geworden is om aan het imago van de groep te beantwoorden.

#### 1e generatie
- Yuuka Maeda (前田憂佳) (kleur: roze; "afgestudeerd" op 31 december 2011)
- Saki Ogawa (小川紗希) (kleur: lichtgroen; "afgestudeerd" op 27 augustus 2011)

#### 2e generatie
- Fuyuka Kosuga (小数賀芙由香) (kleur: oranje; verliet op 9 september 2011)

## Discografie

### Singles
| Nr.         | Titel | Verschijningsdatum  | Hoogste positie     |
| Nr.         | Onafhankelijk label | Onafhankelijk label | Onafhankelijk label |
| ----------- | --- | ------------------- | ------------------- |
| 1           | "Ama no Jaku" (ぁまのじゃく, "kLeine Demon") | 6 juni 2009         | —                   |
| 2           | "Asu wa Date na no ni, Ima Sugu Koe ga Kikitai" (あすはデートなのに、今すぐ声が聞きたい, "Ook al hebben we een afspraakje morgen, ik wil nu meteen je stem horen") | 23 september 2009   | —                   |
| 3           | "Suki-chan" (スキちゃん, "Liefjetje") | 23 november 2009    | 159                 |
| 4           | "Otona ni Narutte Muzukashii!!!" (オトナになるって難しい！！！, "Het is moeilijk om volwassen te worden")                                                          | 14 maart 2010       | 42                  |
| Major label | |                     |                     |
| 1           | "Yume Miru 15" (夢見る 15歳, Yume Miru Fifutīn, "Een dromende 15-jarige")                                                                                          | 26 mei 2010         | 5                   |
| 2           | "Ganbaranakutemo Eenende!!" (○○がんばらなくてもええねんで！！, "OO Niet nodig om je best te doen!!")                                                               | 28 juli 2010        | 6                   |
| 3           | "Onaji Jikyū de Hataraku Tomodachi no Bijin Mama" (同じ時給で働く友達の美人ママ)                                                                                   | 29 september 2010   | 5                   |
| 4           | "Shortcut" (ショートカット, Shōtokatto, "Kort kapsel") | 9 februari 2011     | 5                   |
| 5           | "Koi ni Booing Boo!" (恋にBooing ブー！, "Knor! Verliefd knorren [=worden]")                                                                                       | 27 april 2011       | 6                   |
| 6           | "Uchōten Love" (有頂天LOVE, Uchōten Rabu, "Extatische liefde") | 3 augustus 2011     | 5                   |
| 7           | "Tachiagirl" (タチアガール, Tachiagāru, "Sta op, meisje") | 28 september 2011   | 4                   |
| 8           | "Please Miniskirt Postwoman!" (プリーズ ミニスカ ポストウーマン！, Purīzu Minisuka Posuto Ūman)                                                                    | 28 december 2011    | 5                   |
| 9           | "Choto Mate Kudasai!" (チョトマテクダサイ!, "Even een beetje geduld aub!")                                                                                         | 1 februari 2012     | 6                   |
| 10          | "Dot Bikini" (ドットビキニ, "Gestippelde bikini") | 2 mei 2012          | 6                   |
| 11          | "Suki yo, Junjō Hankōki" (好きよ、純情反抗期) | 22 augustus 2012    | 7                   |
| 12          | "Samui ne" (寒いね。, "Het is koud, he?") | 28 november 2012    | 6                   |
| 13          | "Tabidachi no Haru ga Kita" (旅立ちの春が来た, "Het voorjaar van vertrek is gekomen")                                                                              | 20 maart 2013       | 4                   |
| 14          | "Yattaruchan / Atarashii Watashi ni Nare!" (新しい私になれ!/ヤッタルチャン)                                                                                        | 3 juli 2013         | 4                   |

### Samenwerking singles
| Artiest                                                              | Titel                                      | Verschijningsdatum | Hoogste positie |
| -------------------------------------------------------------------- | ------------------------------------------ | ------------------ | --------------- |
| Oha Girl Maple with S/mileage (おはガールメープル with スマイレージ) | "My School March" (マイ・スクール・マーチ) | 24 november 2010   | 41              |

### Albums
| Nr. | Titel | Verschijningsdatum | Hoogste positie |
| --- | --- | ------------------ | --------------- |
| 1   | Warugaki 1 (悪ガキッ①, "Boos kind 1")                                                                                    | 8 december 2010    | 18              |
| —   | S/mileage Best Album Kanzenban 1 (スマイレージ ベストアルバム完全版１, "Best-of album van S/mileage, complete editie 1") | 30 mei 2012        | 13              |
| 3   | 2 Smile Sensation (②スマイルセンセーション)                                                                              | 22 mei 2013        | 13              |

## Prijzen
| Jaar | Genomineerd voor | Gebeurtenis         | Award                | Resultaat |
| ---- | ---------------- | ------------------- | -------------------- | --------- |
| 2010 | "Yume Miru 15"   | Japan Record Awards | Nieuwe Artiest       | Gewonnen  |
| 2010 | "Yume Miru 15"   | Japan Record Awards | Beste Nieuwe Artiest | Gewonnen  |